# Hello! (album)
Hello! – szósty album angielskiego zespołu Status Quo.

## Lista utworów
| 1. | „Roll Over Lay Down” (Rossi/Young/Parfitt/Lancaster/Coghlan) | 5:45  |
|    |                                                              |       |
| 2. | „Claudie” (Rossi/Young)                                      | 4:06  |
|    |                                                              |       |
| 3. | „A Reason for Living” (Rossi/Parfitt)                        | 3:46  |
|    |                                                              |       |
| 4. | „Blue Eyed Lady” (Parfitt/Lancaster)                         | 3:54  |
|    |                                                              |       |
| 5. | „Caroline” (Rossi/Young)                                     | 4:18  |
|    |                                                              |       |
| 6. | „Softer Ride” (Parfitt/Lancaster)                            | 4:02  |
|    |                                                              |       |
| 7. | „And It's Better Now” (Rossi/Young)                          | 3:20  |
|    |                                                              |       |
| 8. | „Forty-Five Hundred Times” (Rossi/Parfitt)                   | 9:53  |
|    |                                                              |       |
|    |                                                              | 39:04 |
|    |                                                              |       |

## Twórcy
- John Coghlan – perkusja
- Andy Bown – keyboard, saksofon
- Alan Lancaster – gitara, gitara, śpiew
- Rick Parfitt – gitara rytmiczna, keyboard, śpiew
- Francis Rossi – gitara prowadząca, śpiew